# Misanthropic Generation
Misanthropic Generation è un album dei Disfear pubblicato nel 2003 dalla Relapse Records.

## Tracce
1. Powerload
2. An Arrogant Breed
3. Misanthropic Generation
4. Rat Race
5. The Final of Chapters
6. Never Gonna Die
7. Demons, Demons, Demons
8. 26 years of Nothing
9. A Thousand Reasons
10. The Horns
11. Dead End Lives
12. Desperation